# Комітет державної безпеки Республіки Білорусь
Комітет державної безпеки Республіки Білорусь, КДБ РБ (біл. Камітэ́т дзяржа́ўнай бяспе́кі Рэспу́блікі Белару́сь, КДБ РБ) — одна зі спецслужб Білорусі, призначена для забезпечення національної безпеки, ведення контррозвідки і зовнішньої розвідки. Є правонаступницею КДБ БРСР (структурного підрозділу КДБ СРСР). Управління діяльністю зазначеного комітету здійснює Президент Республіки Білорусь, який також створює, перетворює і ліквідує військові частини КДБ РБ, заклади освіти та охорони здоров'я КДБ РБ. Президентом також схвалюється склад колегії КДБ за участю голови комітету і 4 його заступників. Засіданні колегії КДБ вважаються правомочними при наявності двох третин членів.

## Історія

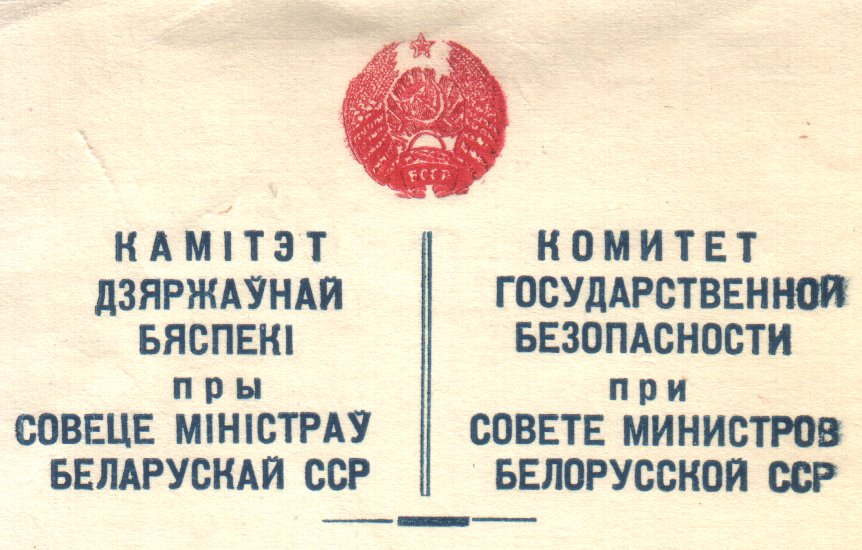
лівий верхній кут офіційного бланку КДБ БРСР, 1973 р.

20 грудня 1917 р. — утворена Всеросійська надзвичайна комісія з боротьби з контрреволюцією і саботажем (ВЧК), голова — Ф. Е. Дзержинський.
1 березня 1922 р. — при центральних органах виконавчого комітету БРСР (ГПУ БРСР) утворюється ГПУ [2] (голова — Є. К. Ольський).
15 липня 1934 р. — створення НКВС БРСР на чолі з Л. М. Заковським.
У передвоєнний час, період німецько-радянської війни та післявоєнні роки — численні реорганізації органів держбезпеки БРСР у відповідності зі структурами органів держбезпеки СРСР (НКДБ — НКВС — МДБ — МВС).
У березні 1954 р. під час реформи МВС СРСР утворений Комітет державної безпеки (КДБ) при Кабінеті Міністрів СРСР, а 19 травня 1954 р. утворений КДБ при РМ БРСР на чолі з А. І. Перепеліциним.
У грудні 1978 р. — утворення самостійної КДБ СРСР і створення КДБ БРСР відповідно.
25 серпня 1991 р. Верховна Рада БРСР ухвалила рішення про надання Декларації про державний суверенітет Білорусі статусу конституційного закону. 19 вересня 1991 р. Білоруська Радянська Соціалістична Республіка (БРСР) була перейменована в Республіку Білорусь. У вересні 1991 р. «КДБ БРСР» було перейменовано на «КДБ Республіки Білорусь». Почато формування національного органу державної безпеки нової незалежної білоруської держави. Сформульовано його головні завдання — захист конституційного ладу і державного суверенітету білоруської держави, її економічних і політичних інтересів.

## Завдання
- Захист незалежності та територіальної цілісності держави Білорусь;
- управління підпорядкованими установами;
- подача президентові пропозицій про забезпечення державної безпеки;
- повідомлення президента про стан державної безпеки;
- сприяння державним установам у здійсненні заходів щодо розвитку держави;
- розвідка;
- контррозвідка;
- протидія екстремізму;
- розшук, дізнання та досудове слідство;
- захист державних таємниць;
- безпечне шифрування урядового зв'язку.

## Керівники
- Ширковський Едуард Іванович (30 жовтня 1990 — 25 січня 1994)
- Геннадій Лавицький (22 лютого 1994 р. — 23 липня 1994 р.)
- Володимир Мацкевич (20 грудня 1995 р. — 27 листопада 2000 р.)
- Леонід Єрін (27 листопада 2000 р. — 18 листопада 2004 р.)
- Степан Сухоренко (20 січня 2005 р. — 17 липня 2007 р.)
- Юрій Жадобін (17 липня 2007 р. — 15 липня 2008 р.)
- Вадим Зайцев (15 липня 2008 р. — 9 листопада 2012 р.)[4]
- Валерій Вакульчик[5] (16 листопада 2012 р. — 2 вересня 2020 р.)
- Іван Тертель (з 3 вересня 2020 р.)

## Структура
- Центральному апаратові підпорядковується
  -     - управління розвідки
    - Рада Контррозвідки
    - управління Голови
- Виконавча рада військової контррозвідки:
  -     - Військова контррозвідка галузі оперативного командування Заходної армії,
    - військова контррозвідка галузі оперативного командування Північно-Західної армії,
    - військова контррозвідка галузі Сухопутних військ,
    - військова контррозвідка галузі ВПС і військ ППО,
    - військова контррозвідка галузі Мінського гарнізону,
    - військова контррозвідка галузі Внутрішніх військ, МВС РБ.
- Обласні управління КДБ РБ (загалом — шість).
- Інститут національної безпеки.
- Республіканський комітет профспілок органів державної безпеки.
- КДБ Білорусі громадська організація ветеранів: «Честь».
- Правління військово-медичне.

## Діяльність
У КДБ РБ діють відділи:
- контррозвідка,
- розвідка,
- військова контррозвідка,
- радіоелектронна розвідка,
- у боротьбі з організованою злочинністю
- і за іншими стратегічними напрямками.

Співробітниками КДБ Білорусі з 1994 ведеться систематична робота з припинення діяльності фашистських угруповань, аналогічних російським неонацистам. 26 серпня 2013 р. співробітниками КДБ Республіки Білорусь було здійснено затримання генерального директора ВАТ «Уралкалій» Владислава Баумгертнера. У Євросоюзі вважають КДБ РБ репресивним органом, що продовжує ганебні традиції КДБ СРСР, з використанням цієї державної структури під владою авторитарної особи для наступу на права і свободи громадян Білорусі

## Міжнародні санкції
2 жовтня 2020 року Європейський Союз додав екс-голови КДБ Валерія Вакульчика, а також заступників голови до свого санкційного списку. 6 листопада ЄС також додав до списку голову КДБ Івана Тертеля. До цих людей також застосовуються обмежувальні заходи Великої Британії, Швейцарії та Канади.
Альфа-група КДБ потрапила під санкції Міністерства фінансів США за її роль у придушенні протестів 2020-21 років.
21 червня 2021 року Міністерство фінансів США внесло КДБ Білорусі та його керівника Івана Тертеля до списку спеціально призначених громадян та заблокованих осіб.
У 2022 році, на тлі вторгнення Росії в Україну КДБ та Альфа-група КДБ були включені до списків санкцій Євросоюзу, США, Швейцарії та Японії, а Тертель — до списків санкцій вищезгаданих країн та України.
У січні 2025 року санкції проти КДБ запровадила Канада.